# Championnat de France de rugby à XV 1983-1984
Navigation
Édition précédente Édition suivante
L'élite est constituée de cinq groupes de huit clubs. À l'issue de la phase qualificative, dix équipes sont qualifiés directement pour les 1/8e de finale, douze équipes disputent des matchs de barrage, ou 1/16e de finale, dont les vainqueurs sont aussi qualifiés pour les 1/8e de finale.
L'AS Béziers remporte le Championnat de France de rugby à XV de première division 1983-1984 après avoir battu le SU Agen en finale (aux tirs au but).
En groupe B, c'est le CS Bourgoin-Jallieu qui devient le champion de France de rugby à XV de première division B 1983-1984 après avoir battu le CO Le Creusot en finale.
L'AS Béziers remporte sa 10e finale en treize ans, prenant sa revanche sur le SU Agen qui l'avait battu en finale en 1962 et en 1976.
Narbonne gagne le Challenge du Manoir contre Toulouse.
Pour la résurrection de la Coupe de France, c’est Toulouse qui remporte l’épreuve devant Lourdes à Toulouse.

## Phase de qualification
Les équipes sont listées dans leur ordre de classement à l'issue de la phase qualificative. Les noms en gras indiquent les équipes qui sont qualifiées directement pour les 8e de finale.
| 1. AS Béziers 2. Stadoceste tarbais 3. RC Hyères 4. FC Oloron 5. US Montauban 6. Stade bagnérais 7. US Carcassonne 8. Castres olympique | 1. SC Graulhet 2. FC Grenoble 3. RRC Nice 4. RC Toulon 5. CA Brive 6. SC Angoulême 7. La Voulte sportif 8. CS Vienne          | 1. SU Agen 2. US Dax 3. FC Lourdes 4. Stade toulousain 5. SC Tulle 6. Stade rochelais 7. Boucau stade 8. Paris université club |
| 1. AS Montferrand 2. Aviron bayonnais 3. Tyrosse RCS 4. USA Perpignan 5. Stade aurillacois 6. SC Albi 7. Avenir aturin 8. SA Hagetmau   | 1. RC Narbonne 2. CA Bègles 3. Stade montois 4. Section paloise 5. Biarritz olympique 6. RC Nîmes 7. US Romans 8. US bressane | |

## Matchs de barrage
Les équipes dont le nom est en caractères gras sont qualifiées pour les huitièmes de finale.
| Équipe 1        | Équipe 2         | Résultat |
| --------------- | ---------------- | -------- |
| SC Tulle        | Stade montois    | 16-10    |
| RC Toulon       | CA Brive         | 21-9     |
| Section paloise | USA Perpignan    | 10-6     |
| RRC Nice        | FC Lourdes       | 11-6     |
| Tyrosse RCS     | Stade toulousain | 9-16     |
| RC Hyères       | FC Oloron        | 3-6      |

## Huitièmes de finale
Les équipes dont le nom est en caractères gras sont qualifiées pour les quarts de finale.
| Équipe 1           | Équipe 2         | Match aller | Match retour |
| ------------------ | ---------------- | ----------- | ------------ |
| SC Tulle           | AS Montferrand   | 3-22        | 6-18         |
| FC Grenoble        | RC Toulon        | 15-9        | 4-6          |
| Stadoceste tarbais | CA Bègles        | 13-13       | 16-9         |
| AS Béziers         | Section paloise  | 22-3        | 0-0          |
| RC Narbonne        | RRC Nice         | 16-18       | 15-15        |
| Aviron bayonnais   | US Dax           | 6-19        | 24-22        |
| SU Agen            | Stade toulousain | 20-12       | 27-13        |
| SC Graulhet        | FC Oloron        | 9-3         | 27-10        |

Narbonne, premier club français à l’issue des matchs de poules est éliminé dès les huitièmes de finale par Nice.

## Quarts de finale
Les équipes dont le nom est en caractères gras sont qualifiées pour les demi-finales.
| Équipe 1           | Équipe 2    | Résultat |
| ------------------ | ----------- | -------- |
| AS Montferrand     | FC Grenoble | 12-6     |
| Stadoceste tarbais | AS Béziers  | 12-22    |
| RRC Nice           | US Dax      | 21-13    |
| SU Agen            | SC Graulhet | 9-7      |

## Demi-finales
| Équipe 1       | Équipe 2   | Résultat |
| -------------- | ---------- | -------- |
| AS Montferrand | AS Béziers | 4-8      |
| RRC Nice       | SU Agen    | 14-21    |

## Finales
| Équipes        | AS Béziers - SU Agen |
| Score          | 21-21 après prolongation (12-12 à la fin du temps réglementaire). Béziers vainqueur aux tirs au but. |
| Date           | 26 mai 1984 |
| Stade          | Parc des Princes |
| Arbitre        | Jean-Claude Yché |
| Les équipes    | |
| AS Béziers     | Titulaires : Armand Vaquerin, Diego Minarro, Jean-Louis Martin, Jean-Paul Wolff, Michel Palmié, Jean-Marc Cordier, Pierre Lacans, Jean-Michel Bagnaud, Philippe Vachier, Philippe Escande, Jean-Paul Medina, Patrick Fort, Fabrice Joguet, Michel Fabre, Philippe Bonhoure Remplaçants : Philippe Chamayou, Jean-Marc Pigeaud, Didier Farenq, Jean-Jacques Leipp, Éric Piazza, Claude Martinez, Albert Lles |
| SU Agen        | Titulaires : Jean-Louis Tolot, Jean-Louis Dupont, Daniel Dubroca, Patrick Pujade, Bernard Rivière, Jacques Gratton, Bernard Delbreil, Dominique Erbani, Joël Llop, Christian Delage, Bernard Lavigne, Philippe Mothe, Philippe Sella, Philippe Bérot, Bernard Viviès Remplaçants : Michel Capot, Pierre Montlaur, Christophe Malbet, Paul Bertoni, Michel Murat, Éric Gleyze                                |
| Points marqués | |
| AS Béziers     | 1 essai de Medina, 1 transformation et 4 pénalités de Fort, 1 drop de Escande |
| SU Agen        | 1 essai de Delbreil, 1 transformation et 4 pénalités de Viviès, 1 drop de Delage |

## Statistiques
Les statistiques incluent la phase finale.

### Meilleurs réalisateurs
Pierre Pédeutour est le meilleur réalisateur de la saison avec 163 points inscrits.
| Rang | Joueur                   | Club        | Points |
| ---- | ------------------------ | ----------- | ------ |
| 1    | Pierre Pédeutour         | RRC Nice    | 163    |
| 2    | Jean-Patrick Lescarboura | US Dax      | 159    |
| 3    | Pierre Mathias           | RC Narbonne | 157    |
| 4    | Bernard Viviès           | SU Agen     | 145    |
| 5    | Guy Laporte              | SC Graulhet | 143    |

### Meilleurs marqueurs
Patrick Estève est le meilleur marqueur avec 12 essais marqués.
| Rang | Joueur           | Club          | Essais |
| ---- | ---------------- | ------------- | ------ |
| 1    | Patrick Estève   | RC Narbonne   | 12     |
| 2    | Jean-Paul Medina | AS Béziers    | 11     |
| 4    | Bernard Delbreil | SU Agen       | 9      |
| -    | Enrique          | USA Perpignan | 9      |